# Si Tú No Vuelves
Si Tu No Vuelves – singiel Miguela Bosé.